# كونكر: لايف أند ريلودد
كونكر: لايف أند ريلودد (بالإنجليزية: Conker: Live & Reloaded)‏، هي لعبة فيديو من نوع منصات وهي لعبة محسنة من الإصدار الأصلي للعبة كونكرز باد فور داي، صدرت في السوق سنة 2005م، وهي من تطوير شركة راير البريطانية، ومن نشر مايكروسوفت ستوديوز، وتعمل حصراً على إكس بوكس.

## رقابة
الجديد في هذه اللعبة أضطرت الشركة البريطانية بحذف هذه الألفاظ البذيئة، والتي كانت موجودة في الإصدار الأصلي لنسخة نينتندو 64، مع الإبقاء على ظاهرة اللعبة كتقطيع الدماء وتحسين جودة اللعبة.